# Тирджан
Тирджан (азерб. Tircan) — село в Исмаиллинском районе Азербайджана.

## Физико-географическая характеристика

### Географическое положение
Расположено к юго-востоку от районного центра Исмаиллы. 
Тирджан расположен в зоне повышенной сейсмичности. Село не раз подвергалось разрушительным землетрясениям.
В результате землетрясения, случившегося в июне 1908 года, село Тирджан было разрушено.
В дореволюционной литературе можно встретить упоминания об этом событии. В информации, опубликованной в газете Кавказ № 148 от 1908 года, говорилось, что «последнее землетрясение в Шемахе бледнеет перед тем разрушением, которое совершила природа в селе Тирджанъ».

## История
В «Описание Ширванской провинции, составленное в 1820 году, по распоряжению главноуправляющего в Грузии Ермолова, генерал-майором  Мадатовым и статским советником Могилёвским», приводятся сведения о «татарском» (азербайджанском) селении Тирджанъ Гоузского магала Ширванской области.
Селение принадлежало «Марданъ-беку» и его родственникам и платило подать «меджи».
В Тирджане после падения АДР нашёл убежище один из её основателей — Мамед Эмин Расулзаде.
Первая запись азербайджанского дастана «Ашыг-Гариб» была сделана в XIX веке в Тирджане учителем А. Махмудбековым со слов ашуга Оруджа.
В селе родился азербайджанский ашуг Январ Бадалов.

## Население
Материалы посемейных списков на 1886 год приводят данные о численности, этническом и конфессиональном составе села. Согласно этим материалам, в Тирджанъ (название дано по источнику) Шемахинского уезда насчитывалось 90 дымов и 1154 жителя (602 мужчины и 552 женщины) и все «татары»-сунниты (азербайджанцы-сунниты).
Согласно материалам Азербайджанской сельскохозяйственной переписи 1921 года Тирджан с казмами (землянками) Ходжалы и Кизил-бурун входили в состав Тирджанского сельского общества Шемахинского уезда Азербайджанской ССР. Численность населения — 984 человека (236 хозяйств). Преобладающей национальностью являлись азербайджанские тюрки.
В селе, кроме традиционных земледелия и животноводства, развито и пчеловодство.